# Validus
Validus è un personaggio dei fumetti DC Comics. È un supercriminale avversario della Legione dei Super-Eroi e un membro dei Fatal Five.

## Biografia del personaggio
Nella seconda metà del XXX secolo, un'entità nota come il Mangiatore di Soli minacciò di consumare il sole della Terra, distruggendo così il sistema solare. Disperati per sconfiggerlo, Superboy e la Legione dei Supereroi reclutarono l'aiuto dei Fatal Five. Scoprirono che Validus si trovava tra loro, ma che non aveva idea della sua parentela. I Fatal Five accettarono reclutanti di aiutare la Legione, e il tentativo del Mangiatore di Soli fu sventato. Validus rimase un membro valido dei Fatal Five, sempre pronto ad ubbidire alle preghiere di Tharok. Durante un memorabile alterco con la Legione, Validus uccise Lyle Norg, l'Invisible Kid originale.
Le vere origini di Validus derivavano da un piano diabolico di un nemico della Legione. Come vendetta per essere stato sconfitto nella The Great Darkness Saga, Darkseid rapì alla nascita uno dei due gemelli di Lightning Lad e Saturn Girl. Quindi inviò il nascituro nel passato, maledetto con un corpo mostruoso e quasi senza mente, con l'idea che un giorno genitori e figlio si sarebbero uccisi a vicenda.
Anni dopo, Validus cadde nuovamente sotto l'influenza di Darkseid. Venne manipolato contro Lightning Lad, dove fu messo in una situazione in cui il Legionario avrebbe dovuto ucciderlo per salvare la vita del suo altro figlio, Graym. Grazie agli sforzi di Saturn Girl, tuttavia, il piano fu evitato ed entrambi i genitori scoprirono che Validus era loro figlio. Poco dopo, Validus ritornò alla sua normale condizione umana e i suoi genitori lo chiamarono Garridan.
Durante l'epoca di Five Year Later narrata in Legion of Super-Heroes vol. 4, fu rivelato che la manomissione della chimica del corpo d Garridan da parte di Darkseid rilasciò un nuovo virus che Brainiac 5 soprannominò "la Piaga Validus". Solo i nativi di Winath e Titano erano infettabili e per loro tale malattia era fatale. Come risultato, Garridan fu costretto a indossare una tuta di contenimento, permettendogli la mobilità ma costringendolo alla quarantena. Il suo rimpiazzo nella nuova squadra dei Fatal Five fu un enigmatico behemoth di nome "Mordecai" inserito da Leland McCauley IV.

### Post-Ora Zero
Dopo gli eventi della miniserie Ora-Zero, la continuità della Legione fu completamente rinnovata, e anche le origini di Validus furono considerabilmente cambiate. Non fu più il figlio di Lightning Lad e Saturn Girl, Darkseid no aveva più nulla a che fare con la sua creazione, ed era anche molto più debole. Nella continuità corrente del terzo rinnovamento, Validus è il nome dello spirito della natura del folklore del pianeta Winath, noto come Signore dei Fulmini. Mekt Ranzz era un membro del culto che lo venerava. Da quando i Ranzz ottennero i loro poteri e lasciarono il pianeta, il culto era grandemente cresciuto, donando a tutti gli abitanti di Winath poteri folgoranti. Si scoprì più avanti che tale potere derivava da alcune nanomacchine presenti nel loro sangue.
Sulla copertina di Justice League of America (vol. 2)) n. 13, fu mostrato Validus come membro dell'ultima incarnazione della Injustice League. Tuttavia, nella formazione attuale, non compare.

### Crisi finale: la Legione dei 3 mondi
Validus (insieme ai suoi colleghi dei Fatal Five) fu tra i ranghi della Società segreta dei supercriminali di Superboy-Prime. Tuttavia, Garridan Ranzz (insieme a suo fratello Graym), fu recentemente descritto come un giovane ragazzo che viveva su Winath con Lightning Lad e Saturn Girl. Così, sembrò che Validus e Garridan non fossero la stessa persona.

## Poteri e abilità
Validus possiede un'incalcolabile superforza, che gli permette facilmente di contrastare il Superboy della Silver Age; infatti, servono le forze combinate degli eroi kryptoniani Superboy, Mon-El e Ultra Boy per sopraffarlo. In più è altamente resistente a tutte le forme di offesa, e può lanciare raggi di energia direttamente dalla mente abbastanza potenti da mettere in difficoltà un Kryptoniano o un Daxamita con un solo colpo. È anche immune alla telepatia.

## Altri media
- Validus comparve in un episodio della serie animata Justice League Unlimited con gli altri Fatal Five contro la Legione. In questa serie possedeva un corpo robotico.
- Validus è un membro dei Fatal Five nella serie animata Legion of Super Heroes, con gli altri Fatal Five. Non ci fu riferimento al fatto che Lightning Lad fosse suo padre. Nella seconda stagione, Validus fu reclutato da Imperiex quando lo rilasciò. Imperiex sembrò capire a pieno i suoi incomprensibili grugniti; in "Message in a Bottle" rispose ad una domanda del bruto come se parlasse chiaramente. Nella puntata finale della stagione, in due parti, Validus fu trasformato in un programma informatico da Brainiac (nel corpo di Brainiac 5) quando tentò di aiutare Imperiex. Non è chiaro se fu restituito alla sua vita normale come accadde per tutti gli altri.
- Validus è uno degli antagonisti terziari del film d'animazione Justice League vs. the Fatal Five.